# Marit Manfredsdotter
Marit Manfredsdotter, född som Marit Birgitta Helen Åslund 17 september 1968 i Linsells församling, Jämtlands län, är en svensk författare, redaktör, journalist och fotograf.

## Biografi
Marit Manfredsdotter är uppväxt i Lofsdalen i Härjedalens kommun. Efter utbildning vid Akademi Båstad år 2003-2004 har hon arbetat som journalist och fotograf för både dagstidningar och Magasin. Parallellt med studier vid Akademi Båstad drev hon projektet Radio Härjedalen. Manfredsdotter har varit redaktör för den norsk-svenska veckotidningen Grenseposten, startad 2008. Den satte fokus på nyheter och kultur i gränstrakterna mellan Härjedalen och Sør-Trøndelag. Hon har genom flera år arbetat som frilansjournalist och fotograf för Östersundsposten.
Marit Manfredsdotter debuterade som författare år 2010 med första delen i romansviten Upprättelse. Den första delen, Sista blicken bakåt, kom ut år 2010 tätt följd av Bortom sorgen falnas längtan (2011) och den avslutande delen Hitom himmel hitom helvete (2013). Trilogin baseras på verkliga händelser om Erik. O. Lindbloms (1857-1928) liv. Lindblom var en av männen bak The Three Lucky Swedes.
Marit Manfredsdotter har haft flera separatutställningar inom fotografi, både regionalt och nationellt,  hon jobbar sedan 2016 med den återkommande Gubbkalendern Härjedalingar. År 2012 utvandrade hon till Norge.
Marit Manfredsdotter är sedan år 2013 medlem i Publicistklubben.
För sitt författarskap har Marit Manfredsdotter mottagit Härjedalens kulturstipendium.